# Beemsterklasse

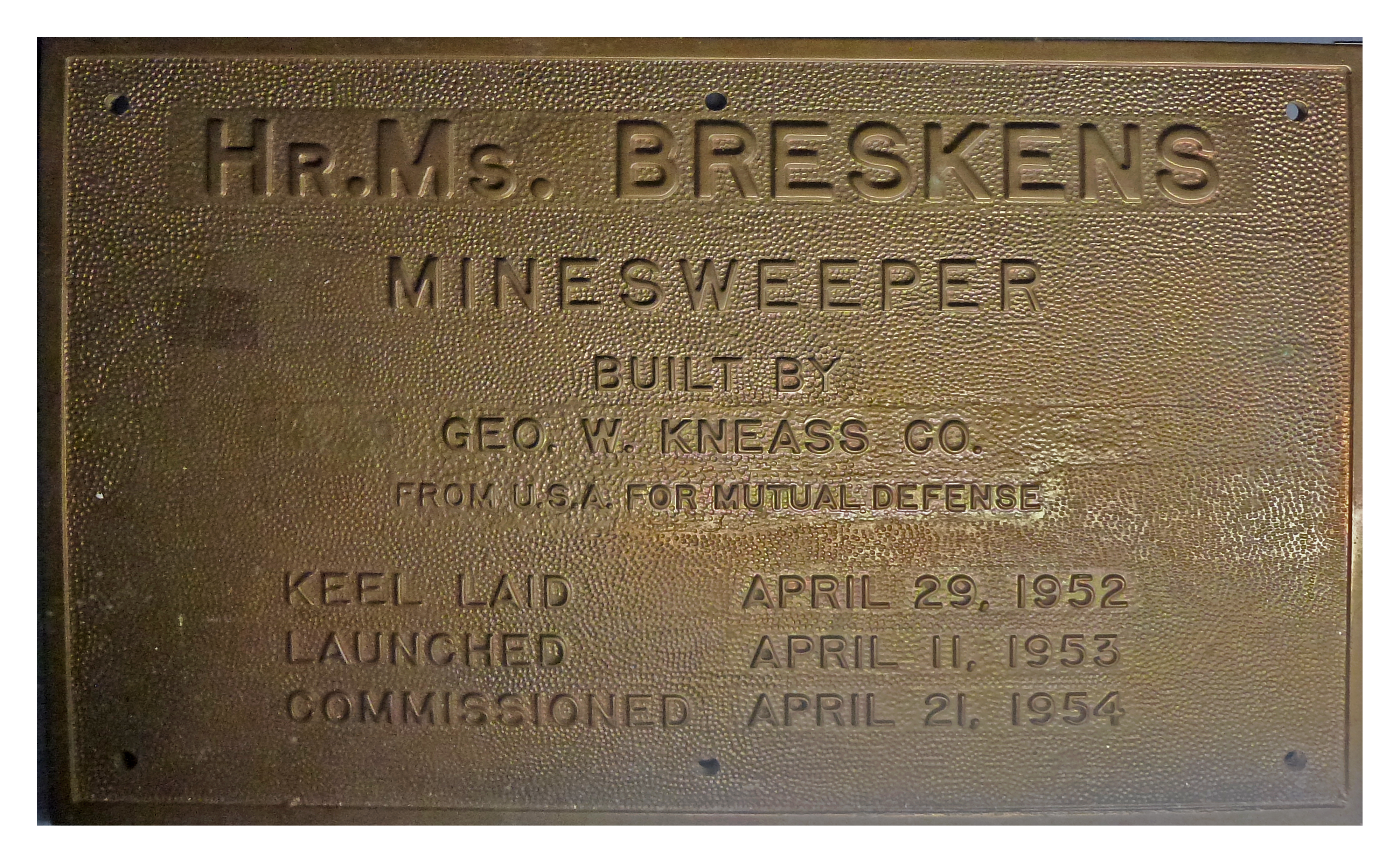
Plaquette van de Hr.Ms. Breskens

De Beemsterklasse was een serie van 14 mijnenvegers die in de jaren vijftig van de 20e eeuw gebouwd zijn voor de Koninklijke Marine. De schepen werden tussen 17 juli 1953 en 3 november 1954 in dienst gesteld bij de Koninklijke Marine. Het waren kustmijnenvegers die in Amerika waren gebouwd.

## De bouw
De Beemsterklasse schepen zijn in de jaren 50 gebouwd op Amerikaanse scheepswerven. De schepen zijn bekostigd door het MDAP voor gemeenschappelijke defensie. De bouw was een onderdeel van het op 2 augustus 1949 ingediende herziene plan Van Holthe. Dit plan voorzag in de aanschaf van in totaal 68 mijnenvegers. Het plan werd gerealiseerd van 1954 tot 1962.

## Het ontwerp
Het ontwerp van de Beemsterklasse is identiek aan het Amerikaanse het type AMS-60, de Bluebird-class. AMS staat voor "Adjutant Mine Sweeper". Het conflict in Korea toonde aan dat zeemijnen een belangrijk wapen waren, en deze klasse werd ontwikkeld als reactie hierop. Dit type schip is geschikt voor gebruik binnen de territoriale wateren. Voor het ruimen van mijnen op volle zee werden tegelijkertijd eveneens in de VS gebouwde mijnenvegers uit de Onversaagdklasse aan Nederland overgedragen. Nederland was niet het enige land dat schepen uit de AMS-60 klasse kreeg; ook België en een aantal andere landen kregen ze.
De schepen zijn gebouwd van hout, over aluminium spanten. Dit is gedaan om het schip a-magnetisch te maken. Ook zijn in het schip zo veel mogelijk a-magnetische materialen verwerkt om te voorkomen dat de magnetische mijnen konden reageren op het passerende schip. 

## Levensloop
Het naamschip Beemster was het eerste schip dat in dienst werd gesteld en wel op 17 juli 1953. De overige dertien schepen volgden in een tempo van ongeveer een per zes weken, met als laatste de Brouwershaven, die op 3 november 1954 in dienst kwam.
Vanaf het begin van de jaren zeventig werden de mijnenvegers uit dienst genomen. De laatste van de klasse die uit dienst werd genomen was de Breskens, in 1976. Geen enkele mijnenveger van de Beemsterklasse is nog in Nederland te zien, maar van de Belgische schepen is de AMS-60, voorheen de Spa (M927), bewaard gebleven. Dit schip vaart onder Nederlandse vlag onder de naam Bernisse (AMS60).

## Schepen
Voor de namen van deze schepen is gekozen voor de namen van middelgrote- en kleinere Nederlandse gemeenten. Het AMS-nummer is het oorspronkelijke registratienummer voor de overdracht aan Nederland.
| Nr.   | AMS-nr. | Naam                 | Werf                                              | Kiellegging       | Tewaterlating     | Inbedrijf- stelling | Buiten- dienst- stelling | Opmerkingen                                                                            |
| ----- | ------- | -------------------- | ------------------------------------------------- | ----------------- | ----------------- | ------------------- | ------------------------ | -------------------------------------------------------------------------------------- |
| M 847 | 106     | Hr.Ms. Bedum         | Tampa Marine Co., Tampa, Florida                  | december 1951     | 29 oktober 1952   | augustus 1953       | 1975                     | gesloopt                                                                               |
| M 845 | 105     | Hr.Ms. Beemster      | Tampa Marine Co., Tampa, Florida                  | november 1951     | 4 september 1952  | 17 juli 1953        | 1973                     | gesloopt 26 april 1976                                                                 |
| M 848 | 110     | Hr.Ms. Beilen        | Broward Marine Inc., Fort Lauderdale, Florida     | oktober 1951      | 14 februari 1953  | 26 april 1954       | 1974                     | verkocht op 13 april 1976, aan Bruczak, Canada lot onbekend                            |
| M 853 | 112     | Hr.Ms. Blaricum      | Broward Marine Inc., Fort Lauderdale, Florida     | 29 september 1952 | 31 oktober 1953   | 7 juni 1954         | 1972                     | gesloopt 1979                                                                          |
| M 846 | 109     | Hr.Ms. Bolsward      | Broward Marine Inc., Fort Lauderdale, Florida     | oktober 1951      | 5 november 1952   | 5 november 1953     | 1971                     | retour VS op 18 september 1972 gesloopt                                                |
| M 849 | 107     | Hr.Ms. Borculo       | Tampa Marine Co., Tampa, Florida                  | december 1951     | 26 november 1952  | 20 oktober 1953     | 1971                     | gesloopt 26 april 1976                                                                 |
| M 850 | 108     | Hr.Ms. Borne         | Tampa Marine Co., Tampa, Florida                  | januari 1952      | 7 januari 1953    | 3 december 1953     | 1974                     | gesloopt 26 april 1976                                                                 |
| M 857 | 149     | Hr.Ms. Boxtel        | George W. Kneass Co., San Francisco, California   | 1 mei 1952        | 12 september 1953 | 28 juli 1954        | 1976                     | verkocht voor sloop 7 oktober 1976                                                     |
| M 855 | 148     | Hr.Ms. Breskens      | George W. Kneass Co., San Francisco, California   | 29 april 1952     | 11 april 1953     | 21 april 1954       | 1976                     | retour VS verkocht, 1976 hernoemd Kalbarrie verkocht, 1990 hernoemd Pax gedoneerd 2012 |
| M 852 | 100     | Hr.Ms. Breukelen     | Tampa Marine Co., Tampa, Florida                  | 29 februari 1952  | 12 maart 1953     | 14 februari 1954    | 1971                     | gesloopt 17 januari 1974                                                               |
| M 854 | 167     | Hr.Ms. Brielle       | Puget Sound Naval Shipyard, Bremerton, Washington | 1953              | 17 oktober 1953   | 29 december 1954    | 1975                     | verkocht voor sloop 1975                                                               |
| M 858 | 150     | Hr.Ms. Brouwershaven | George W. Kneass Co., San Francisco, California   | 1 mei 1952        | 12 september 1953 | 28 juli 1954        | 1973                     | verkocht voor sloop 1976                                                               |
| M 856 | 168     | Hr.Ms. Bruinisse     | Puget Sound Naval Shipyard, Bremerton, Washington | 29 februari 1952  | 31 december 1952  | 21 januari 1954     | 1972                     | verkocht voor sloop 17 januari 1974                                                    |
| M 851 | 111     | Hr.Ms. Brummen       | Broward Marine Inc., Fort Lauderdale, Florida     | februari 1952     | 31 december 1952  | februari 1954       | 1973                     | gesloopt 30 maart 1976                                                                 |

N.B. De data zoals hierboven weergegeven zijn van eerste indienststelling tot afvoer uit de sterkte, dit aangezien veel schepen wél operationeel gereed waren maar niet altijd in dienst vanwege de roulatie in conservatie en onderhoud. Gezien het feit dat de marine deze schepen in een voorkomend geval wel tot haar beschikking had en kon inzetten is de datum van afvoer uit de sterkte een meer accurate weergave van het aantal jaren dat de mijnenvegers dienst hebben gedaan.